# Acid barbituric
Acidul barbituric (denumit și maloniluree sau 6-hidroxiuracil) este un compus organic heterociclic derivat de pirimidină. Este un compus inodor, solid și solubil în apă, fiind compusul părinte al clasei barbituricelor. 

## Obținere
A fost sintetizat pentru prima dată  în anul 1864 de chimistul german Adolf von Baeyer, în urma reducerii unui compus denumit Alloxanbromid (dibromură de aloxan sau acid 5,5-dibromobarbituric) cu acid cianhidric. Ulterior, a l-a sintetizat prin reducerea acidului dibromobarbituric cu un amestec de amalgam de sodiu și acid iodhidric. În anul 1879, chimistul francez Édouard Grimaux a sintetizat acidul barbituric în urma reacției dintre acid malonic, uree și oxiclorură de fosfor (POCl3):
Acidul malonic a fost înlocuit ca reactant cu malonatul de dietil, deoarece prin utilizarea esterului se evită problemele legate de aciditate și anionul carboxilat nereactiv.

## Proprietăți
Compusul prezintă tautomerie de tip ceto-enolică. În fază de gaz și în soluție, echilibrul este deplasat spre formarea tautomerului cetonic, care este mai stabil în aceste condiții.
Atomul de carbon din poziția α are legat un atom de hidrogen reactiv, ceea ce induce moleculei un oarecare caracter acid (pKa = 4,01), care se datorează și unei stabilizări aromatice suplimentare a carbanionului:

### Sinteza barbituricelor
Sinteza barbituricelor se realizează printr-o reacție de condensare Knoevenagel a acidului barbituric. Până în 2007, mai mult de 2500 de astfel de molecule sau de analogi au fost sintetizate, aproximativ 55 aflându-se în uz terapeutic. Primul sintetizat a fost barbitalul în 1903, urmat de fenobarbital, care a fost comercializat începând cu 1912.